# Atari Mega STE
Atari Mega STE profesjonalna wersja Atari STE, premiera tego komputera miała miejsce w roku 1991. Pomyślany jako wersja Atari do zastosowań biznesowych SOHO. Architektura oparta jest na linii ST/E, jest to komputer częściowo korzystający z nowych rozwiązań zastosowanych w modelu Atari TT. Pod względem technicznym kompatybilny z Atari STE. W Polsce, wydano w 1992 roku.
W stosunku do niskobudżetowej wersji standardowo wyposażony w zegar czasu rzeczywistego podtrzymywany bateryjnie, wewnętrzne złącze ACSI/DMA (identyczne z tym w Atari STacy), złącza kart rozszerzeń VME, obsługa stacji dysków 1.44 MB, zewnętrzną klawiaturę. 
Wraz z pojawieniem się modelu Mega STE zaprezentowano wersją 2 TOSu.

## Specyfikacja komputera
- Procesor Motorola MC68000 pracujący z częstotliwością 16 MHz (z możliwością przełączenia na 8 MHz)
  - Wbudowana pamięć podręczna CACHE (16KB Level2)
- Koprocesor MC68881/68882 (16 MHz)
- BLiTTER
- Zegar czasu rzeczywistego podtrzymywany bateryjnie (bateria litowa 3.6 V)
- Pamięć RAM: 1 lub 4 MB (SIMM)
- Pamięć ROM: 512kB z bootstrapem i systemem
  - System operacyjny: Atari TOS drugiej generacji, oficjalne wersje 2.05, 2.06

- Obraz: 
  - Typowe tryby ST:
- 320x200 pikseli w 16 kolorach;
- 640x200 pikseli w 4 kolorach;
- 640x400 pikseli, tryb monochromatyczny
  - 12 bitowa paleta kolorów (4096 kolorów)

- Dźwięk: 
  - dwa 8-bitowe przetworniki cyfrowo-analogowe PCM
    - układ National LMC1992
    - wyprowadzenie dźwięku: CINCH (stereo)

  - programowalny generator dźwięku umożliwiający trzykanałową syntezę dźwięku
    - układ  Yamaha YM-2149
    - wyprowadzenie dźwięku: (mono) miksowane na wyjściu z dźwiękiem z przetworników przez LMC1992

- Pamięć masowa: wbudowany twardy dysk 3,5" SCSI/40MB
- Zegar czasu rzeczywistego podtrzymywany bateryjnie (3V Lithium Battery)

- Pamięć masowa:
  - wewnętrzny napęd dyskietek 3,5-calowych 720 KB, 1.44 MB w nowszych modealch lub opcjonalnie,
  - w nowszych wersjach wewnętrzny dysk twardy SCSI 3,5" przez interfejs ACSI/SCSI lub opcjonalnie

- Złącza:
  - port zewnętrznej klawiatury,
  - złącza MIDI Out / In / Thru (DIN),
  - zewnętrzne złącze ACSI(DMA)
  - złącze równoległe (Centronics),
  - złącze szeregowe RS232C
  - dodatkowe porty szeregowe i złącze LAN RS-422/LocalTalk (jak w TT030 i Falconie)
  - złącze ROM Cartridge
  - złącze zewnętrznego napędu dyskietek
  - złącze monitora
  - złącze rozszerzeń w standardzie VME (podobnie jak w TT030 można podłączyć kartę graficzną, muzyczną lub np. sieciową)
  - wewnętrzne złącze stacji dysków
  - wewnętrzne złącze ACSI(DMA) (identyczne z tym w Stacy, różniące się układem wyprowadzeń od tego w Mega ST)
  - wyprowadzenie dźwięku: CINCH (stereo)
- Brak dodatkowych portów JOYPAD-ów znanych z STE i Falcona